# Верхньоінгальське сільське поселення
Верхньоінга́льське сільське поселення (рос. Верхнеингальское сельское поселение) — муніципальне утворення у складі Ісетського району Тюменської області, Росія.
Адміністративний центр та єдиний населений пункт — присілок Верхній Інгал.

## Населення
Населення — 460 осіб (2020; 477 у 2018, 484 у 2010, 480 у 2002).